# Ira Lember
Ira Lember (bis 1935 Ira Grünthal, 1935–1949 Ira Kivik, Pseudonym gemeinsam mit der Autorin Erika Esop Artur Erich, * 21. Mai 1926 in Tallinn; † 1. August 2025) war eine sowjetische bzw. estnische Schriftstellerin und Kinderbuchautorin.

## Leben
Lember besuchte von 1933 bis 1940 das Französische Lyzeum in Tallinn und während der deutschen Besetzung Estlands im Zweiten Weltkrieg das 4. Gymnasium in Tallinn. Nach dem Krieg arbeitete sie als Rechnungsprüferin und Lagerleiterin. Später machte sie einer Fortbildung auf der Handelsschule (1957–1958), die sie als Warenexpertin abschloss. Von 1944 bis 1973 war sie in der Verbraucherkooperative in Tallinn tätig. Seit 1974 lebte sie als freie Schriftstellerin in Tallinn.
Ira Lember war seit 1983 Mitglied des Estnischen Schriftstellerverbands.
Lember starb am 1. August 2025 im Alter von 99 Jahren.

## Werk
Lember debütierte 1962 mit Gedichten für Kinder und legte 1969 ihr erstes Buch, Jannu, vor, das Kurzgeschichten von einem kleinen Jungen enthält. Es folgten bald weitere Kinder- und Jugendbücher, die teilweise zu sehr erfolgreichen Fernsehserien verfilmt wurden. Neben den didaktischen Elementen wird in der Kritik vor allem Lembers „Humor und Verständnis für Kinder“ hervorgehoben. In ihren Jugendbüchern werden aber gleichfalls politische und moralische Probleme behandelt, so beschreibt die Autorin in Schauspieler wider Willen (1995) „emotional mitreißend“ die Rettung eines jüdischen Jungen während der deutschen Besetzung von Estland, und Hexenjagd in der Schule (2011) thematisiert die Sowjetisierung Estlands 1940 aus der Sicht einer Schülerin.
Didaktische Elemente wurden auch in Lembers Prosa für Erwachsene festgestellt. Nicht zuletzt aufgrund ihrer Popularität und der enormen Produktivität ist die Autorin mit Rosamunde Pilcher verglichen worden. Eine Kollegin sah in ihrem Roman Frühlingsromanze (2000), der die Schulzeit der Autorin in der Zwischenkriegszeit beschreibt, Parallelen zu Jaan Kross’ Wikmans Zöglingen (1988). Andere Kollegen sparten jedoch nicht mit Kritik; Jüri Ehlvest meinte, Lember könne „beinahe überhaupt nicht schreiben“.

## Auszeichnungen
- 1996 Anton-Hansen-Tammsaare-Preis der Gemeinde Albu
- 2017 Orden des weißen Sterns, V. Klasse

## Bibliografie

### Kinder- und Jugendliteratur
- Jannu ('Jannu'). Tallinn: Eesti Raamat 1969. 39 S.
- Kurnoss ('Brutfleisch'). Tallinn: Eesti Raamat 1976. 64 S.
- Peeter ja vanaisa ('Peeter und der Großvater'). Tallinn: Eesti Raamat 1977. 48 S.
- Vurrkann ('Der Brummkreisel'). Tallinn: Eesti Raamat 1980. 32 S.
- Koolipoiss Jannu ('Jannu, der Schuljunge'). Tallinn: Eesti Raamat 1981. 47 S.
- Peaasi, et pahandusi ei tuleks ('Hauptsache, es gibt keinen Ärger'). Tallinn: Eesti Raamat 1981. 74 S.
- Seitsme peaga poiss ('Der Junge mit sieben Köpfen'). Tallinn: Eesti Raamat 1982. 32 S.
- Ülesküntud liivakast ('Der umgepflügte Sandkasten'). Tallinn: Eesti Raamat 1983. 48 S.
- Tädi Fantaasia ('Tante Fantasie'). Tallinn: Eesti Raamat 1985. 64 S.
- Mänguiga ('Spielalter'). Tallinn: Eesti Raamat 1986. 78 S.
- Lapsvisiitkaardiga ('Das Kind mit der Visitenkarte'). Tallinn: Eesti Raamat 1988. 86 S.
- Pott peas ('Der Topf auf dem Kopf'). Tallinn: Oktober 1992. 38 S.
- Koerapolka ('Hundepolka'). Tallinn: Ilo 1994. 68 S.
- Juba tornid paistavad ('Schon sieht man die Türme'). Tallinn: Nora 1994. 111 S.
- Fantastiline tüdruk ('Das fantastische Mädchen'). Tallinn: Koolibri 1994. 78 S.
- Neljateistkümnes neljapäev ('Der vierzehnte Donnerstag'). Tallinn: Egmont Estonia 1995. 63 S.
- Kaks õde ('Zwei Schwestern'). Tallinn: Kupar 1995. 126 S.
- Näitleja vastu tahtmist ('Schauspieler wider Willen'). Tallinn: Kupar 1995. 158 S.
- Hull hamburger ja poiss ('Der verrückte Hamburger und der Junge'). Tallinn: Valgus 1997. 110 S.
- Fantastiline poiss ('Der fantastische Junge'). Tallinn: Koolibri 1997. 79 S.
- Musta kaarna küüsis ('In den Fängen des schwarzen Raben'). Tallinn: Perioodika 1998. 306 S.
- Väike Fee ('Die kleine Fee'). Kuressaare: Tormikiri 1998. 26 S.
- Vanaema kuldsõrmus ('Großmutters Goldring'). Tallinn: I. Lember 2001. 159 S.
- Isehakanud detektiivid ('Detektive aus eigener Initiative'). Tallinn: I. Lember 2001. 87 S.
- Hull professor; Nahkvestiga poiss ('Der verrückte Professor; Der junge in der Lederweste'). Tallinn: Canopus 2003. 101 S.
- Silmapaistev tegelane ('Eine herausragende Figur'). Tallinn: Canopus 2003. 112 S.
- Seiklus Mississipi ääres ('Abenteuer am Mississippi'). Tallinn: Canopus 2003. 128 S.
- Tüdruk, kes armastas teatrit ('Das Mädchen, das das Theater liebte'). Tallinn: Canopus 2005. 120 S.
- Pöörane kevad ('Der verrückte Frühling'). Tallinn: Canopus 2005. 36 S.
- Võrukaelad ('Halunken'). Tallinn: Canopus 2006. 35 S.
- Jõuluvana postkast ('Der Briefkasten des Weihnachtsmanns'). Tallinn: Canopus 2007. 71 S.
- Pikk isa ('Der große Vater'). Tallinn: TEA 2007. 37 S.
- Prillmadu ('Die Brillenschlange'). Tallinn: TEA 2007. 44 S.
- Tuulehobune ('Das Windpferd'). Tallinn: TEA 2009. 45 S.
- Jannupoiss ('Der Junge Jannu'). Tallinn: Canopus 2010. 206 S.
- Nõiajaht koolis ('Hexenjagd in der Schule'). Tallinn: Canopus 2011. 100 S.
- Tädi Fantaasia lood ('Geschichten von Tante Fantasie'). Tartu: Petrone Print 2016. 94 S.

### Romane und Erzählungen
- Kaardimajake ('Das Kartenhaus'). Tallinn: I.Lember 1998. 143 S.
- Kevadromanss ('Frühlingsromanze'). Tallinn: I.Lember 2000. 200 S.
- Kummuli kuu ('Der umgekippte Mond'). Tallinn: Canopus 2004. 196 S.
- Daamide valss ('Damenwalzer'). Tallinn: Canopus 2004. 164 S.
- Must ratsanik ('Der schwarze Reiter'). Tallinn: Canopus 2005. 188 S.
- Kohvik pärnade all ('Das Café unter den Linden'). Tallinn: Canopus 2007. 142 S.
- Ööviiulid ('Die Nachtgeigen'). Tallinn: Canopus 2008. 174 S.
- Päevalilled ('Sonnenblumen'). Tallinn: Canopus 2009. 331 S.
- Katariina portree ('Katariinas Porträt'). Tallinn: Canopus 2010. 263 S.
- Sügiscapriccio ('Herbstcapriccio'). Tallinn: Canopus 2011. 186 S.
- Õde Veera ('Schwester Veera'). Tallinn: Canopus 2013. 196 S.
- Villa järve ääres ('Die Villa am See'). Tallinn: Canopus 2014. 233 S.
- Pärandus ('Das Erbe'). Tallinn: Canopus 2015. 196 S.
- Hea kasvatusega mees ('Der gut erzogene Mann'). Tallinn: Canopus 2016. 184 S.
- Elukutse ohver ('Opfer des Berufs'). Tallinn: Canopus 2017. 195 S.
- Lavale sündinud ('Für die Bühne geboren'). Tallinn: Canopus 2017. 279 S.
- Vale ninaga mees ('Der Mann mit der falschen Nase'). Tallinn: Canopus 2018. 246 S.

### Gemeinsam mit Erika Esop unter dem Pseudonym Artur Erich
verfasste Romane
- Äike ('Das Gewitter'). Tallinn: Eesti Raamat 1991. 223 S.
- Pärast äikest ('Nach dem Gewitter'). Tallinn: Eesti Raamat 1995. 246 S.
- Välgust tabatud ('Vom Blitz getroffen'). Tallinn: Eesti Raamat 1996. 214 S.
- Varjud ('Schatten'). Tallinn: Eesti Raamat 1999. 215 S.